# Top és bottom a szexben
A top és a bottom angol eredetű kifejezések, mely a partnerek egymástól eltérő helyzetét jellemzi a homoszexuális és BDSM kapcsolatokban. A magyar nyelvben a top az aktív, a bottom a passzív félnek felel meg. 

## Top
A top angol szó bekerült a magyar és nemzetközi homoszexuális zsargonba, mint a homoszexuális aktus során az aktív, kezdeményező, maszkulin karaktert magára öltő partner. A top az anális szex során partnere végbelébe vezeti péniszét. A bottom  ellentéte.
A BDSM kapcsolatokban a felérendelt, uralkodó szerepet játszó partnert jelölik ezzel a szóval.

Illetve egy leszbikus/meleg kapcsolatban a kezdeményezőt jelenti.  

### A szó eredete
A top angol szó, jelentése közismert: valaminek a teteje, csúcsa, legfelső, legmagasabb pontja, orma, felső része, esetleg vezére.  

### A szó használati köre
A szót az angol világban meleg szexhirdetésekben, a pornókultúrában és a hétköznapi életben is egyaránt használják. Magyar használati köre szűkebb.

## Bottom
A bottom angol szó bekerült a magyar és nemzetközi homoszexuális zsargonba. Az aktus során a passzív, alárendelt, szubmisszív partner megnevezésére alkalmazzák az angolszász világban. A bottom az anális szex során örömszerzés céljából a végbelébe fogadja partnere hímvesszőjét. A top ellentéte. 
BDSM kapcsolatokban az alárendelt, megalázkodó szerepet játszó partnert jelölik ezzel a szóval.

### A fogalom eredete
A bottom szó eredetileg  valaminek az alsó részét, alját, fenekét, alapját, indítóokát jelentette és jelenti. Igeként megfenekel, valami mélyére hatol jelentése is van. A szexuális konnotáció ezek alapján szinte felkínálja magát. 

### A fogalom használati köre
A szót az angol világban meleg szexhirdetésekben, a pornókultúrában és a hétköznapi életben is egyaránt használják. Magyar használati köre szűkebb.

## Versatile
A versatile olyan személy, aki a top, avagy az aktív, és a bottom, avagy a passzív szerepeket váltogatja. Emiatt switch-nek, vagy magyarul uni-nak is nevezik, utalva az „univerzális” kifejezésre, ahol egy fél mindkét szerep felé nyitott. 

## Side
A side (magyar nyelvű megfelelője még nincs) a homoszexuális zsargonban olyan személy, aki se nem top, se nem bottom. A "side" melegek nem vesznek részt anális szexben. Az általuk - anális szex helyett - gyakorolt szexuális tevékenységek: közös/kölcsönös maszturbáció, orális szex, frot (a pénisz péniszhez dörgölése), interfemorális/intercrurális szex (a pénisznek a partner gyengéden összeszorított combjai közé dörgölése), intergluteális szex (a pénisznek a partner farpofái közti réshez dörgölése). 

### A szó/fogalom eredete
A side szó eredetileg valaminek az oldalát jelenti. A kifejezést a Huffington Post munkatársa, Joe Kort javasolta azon meleg/biszexuális férfiakra, akik nem vesznek részt anális szexben.  